# Les Badaboks

Les Badaboks est une émission de télévision pédagogique pour la jeunesse conçue en France en 1987 par le CNDP et diffusée sur la chaîne publique France Régions 3 (actuellement France 3) à la fin des années 1980.
L'émission est animée par deux marionnettes appelées les Badaboks. Chacune a la forme d'une chaussette prolongée par un visage au gros nez rond ; l'une des marionnettes est jaune, l'autre mauve. Les deux Badaboks vivent dans les cheminées, sur les toits. Seul le haut de leur corps apparaît à l'écran. Les Badaboks emploient parfois le mot « bidulbuk », qui ne veut rien dire en particulier mais peut désigner toutes sortes de choses, de la même façon que le mot « schtroumpf » dans l'univers des Schtroumpfs de Peyo.
Chaque émission se compose de plusieurs séquences, dont une consacrée à la présentation d'un livre pour la jeunesse, et une séquence appelée le « jeu du bidulbuk », un jeu de devinette où il faut trouver ce que désigne le bidulbuk. L'émission propose aussi des adaptations audiovisuelles d'albums pour la jeunesse.
Outre sa diffusion à la télévision, le programme a été édité en cassettes vidéo. Il a été notamment diffusé auprès des élèves des écoles primaires.